# 不法投棄

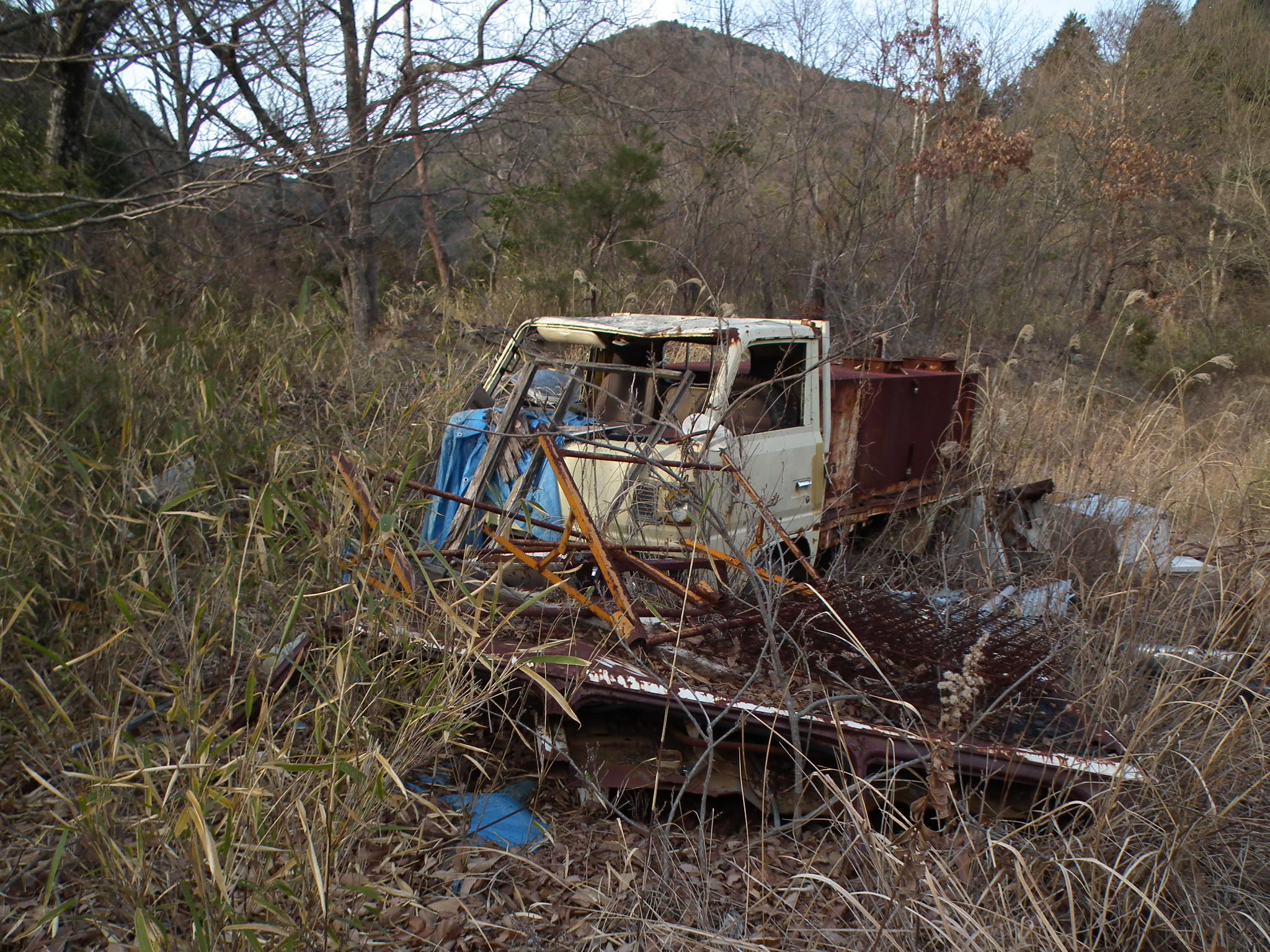
神戸市の山中に不法投棄され長年放置されたトラック。
都市部周辺の山中は不法投棄が多いことから、近年では車両通行止めになっている林道も多く、この場所も現在は車両通行禁止になっている。

不法投棄（ふほうとうき）とは、法令に違反した処分方法で廃棄物を投棄することである。
不法投棄によって、環境や健康、経済などの問題を引き起こした。
環境汚染を通じて、重金属や有機塩素系化合物等の有害物質の流出や悪臭などで健康被害や食料資源、生態系への悪影響を引き起こした。景観の破壊は観光資源を棄損した。また、土砂崩れやトンネル工事の建設計画など様々な悪影響を引き起こしてきた。

## 各国における不法投棄

### 日本

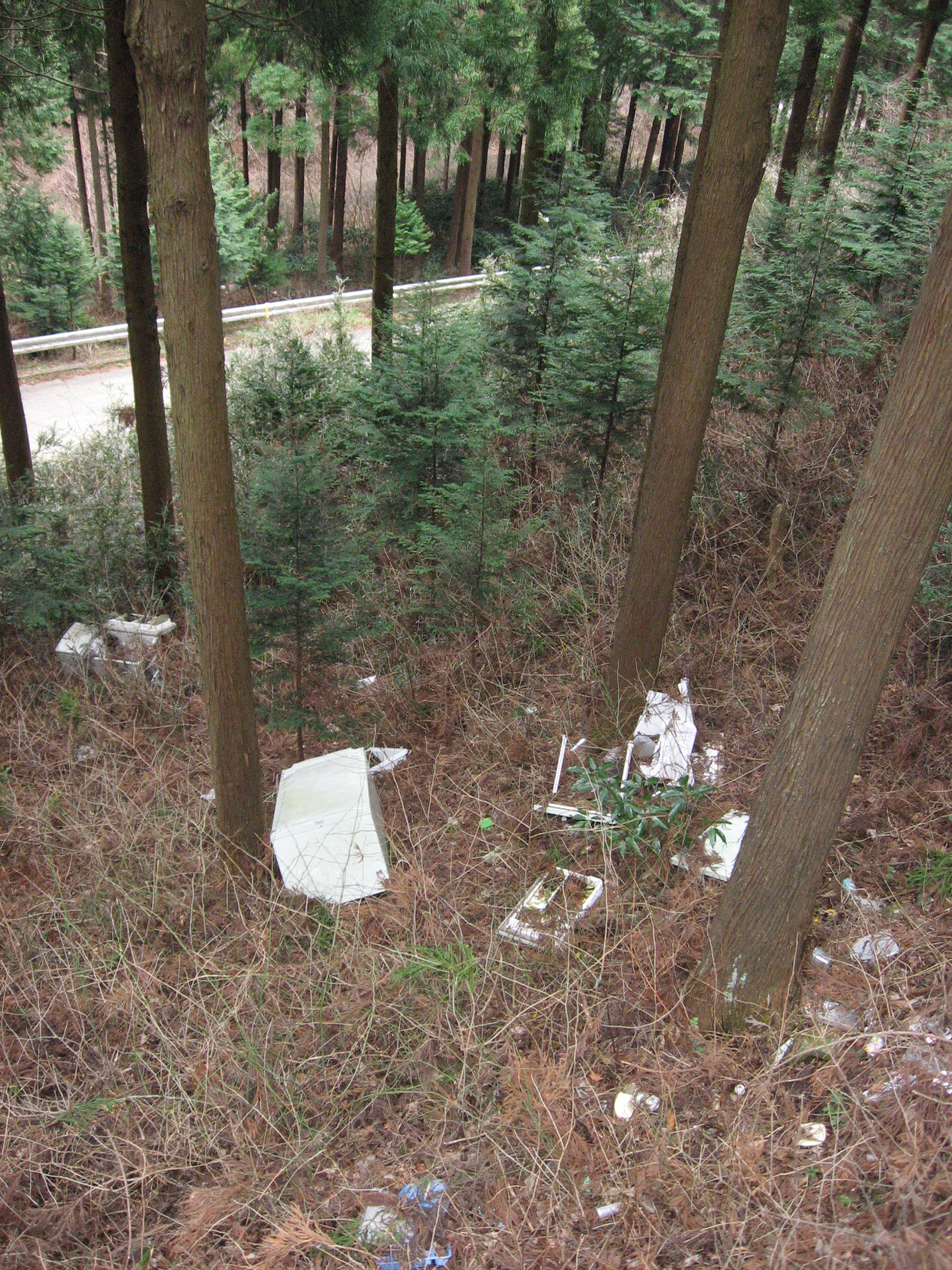
林道脇に不法投棄された冷蔵庫などの家電製品

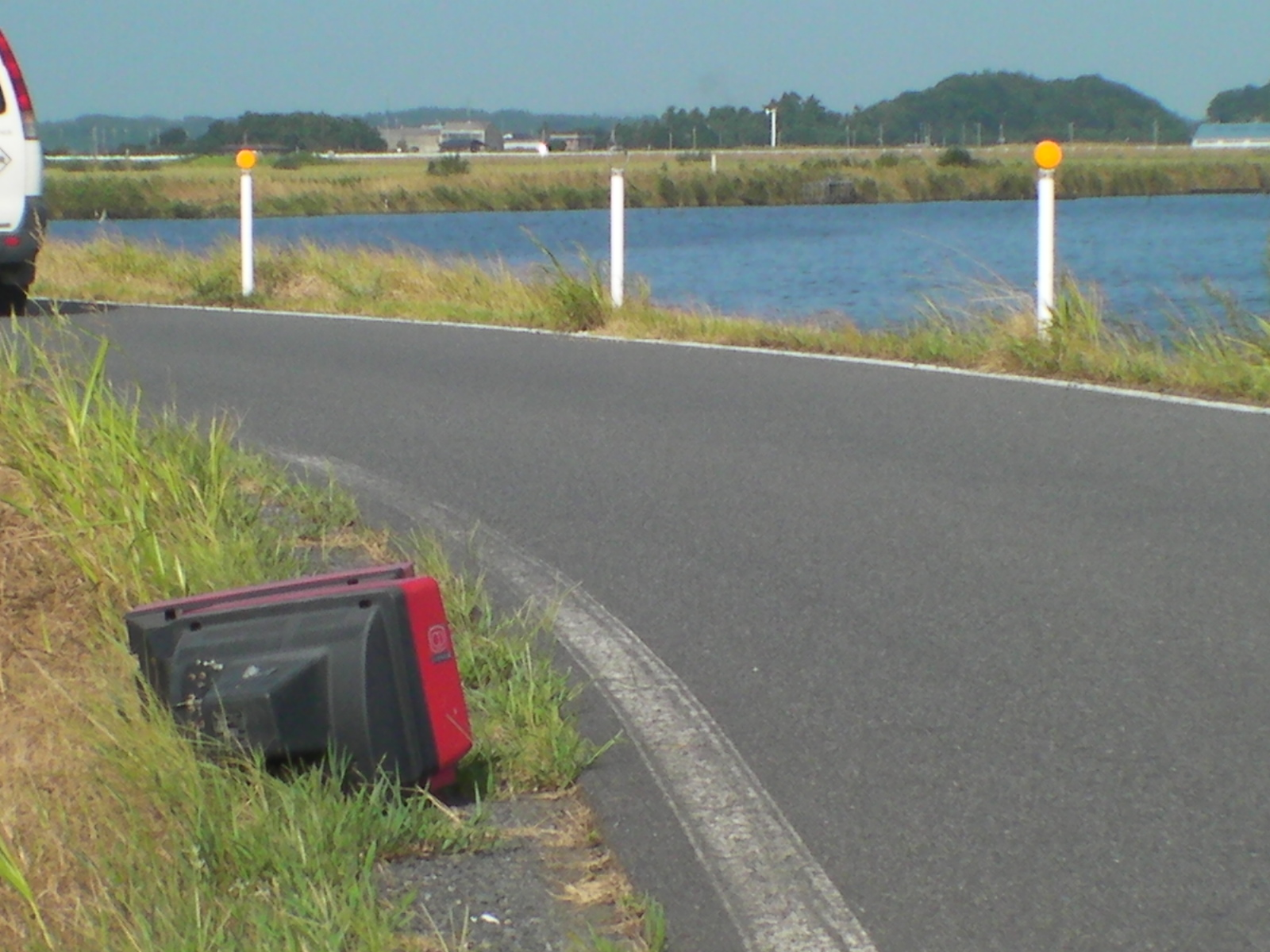
不法投棄されたブラウン管テレビ
家電リサイクル法施行により、粗大ごみとして処分できなくなった家電製品の不法投棄が増えている。

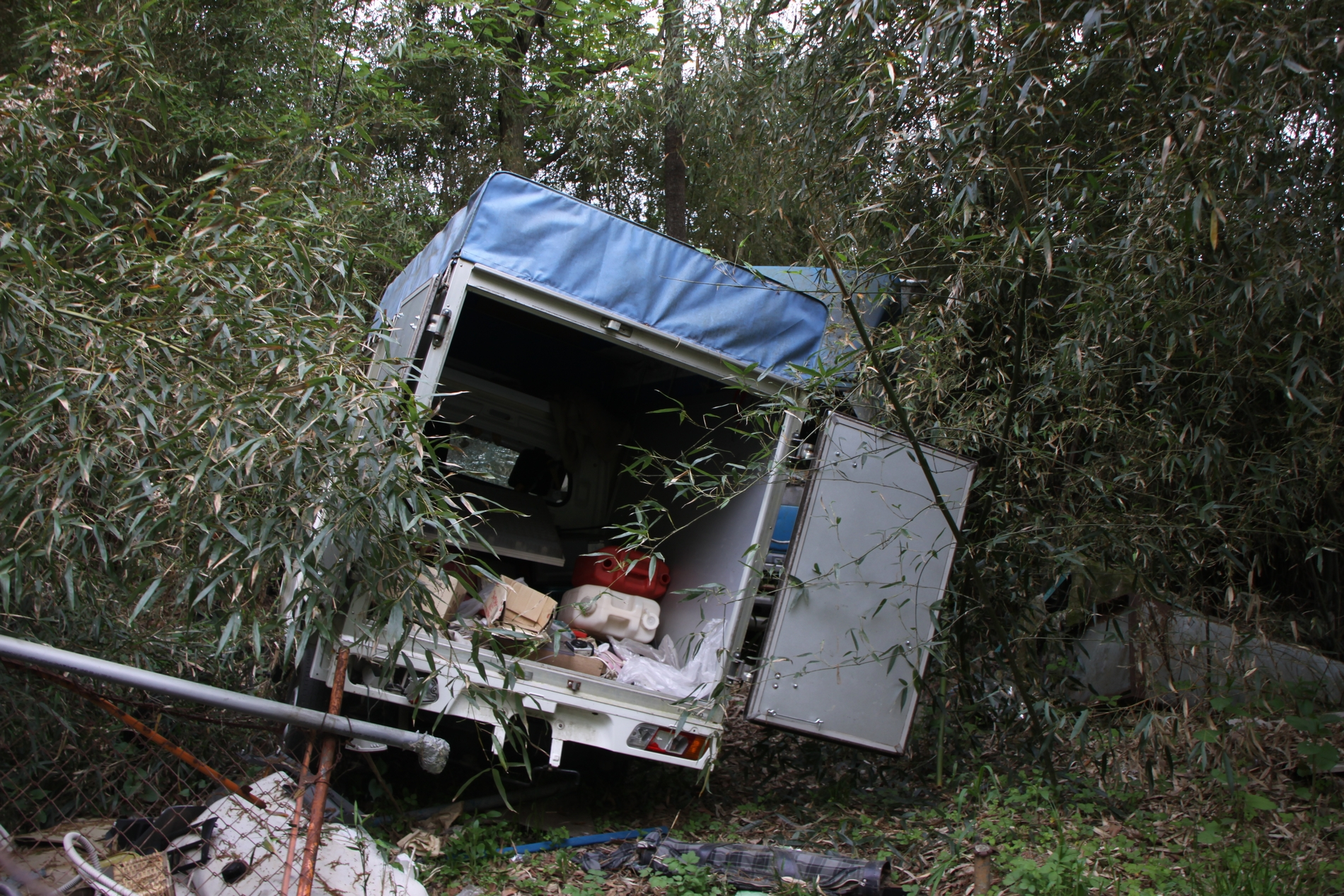
不法投棄された貨物自動車

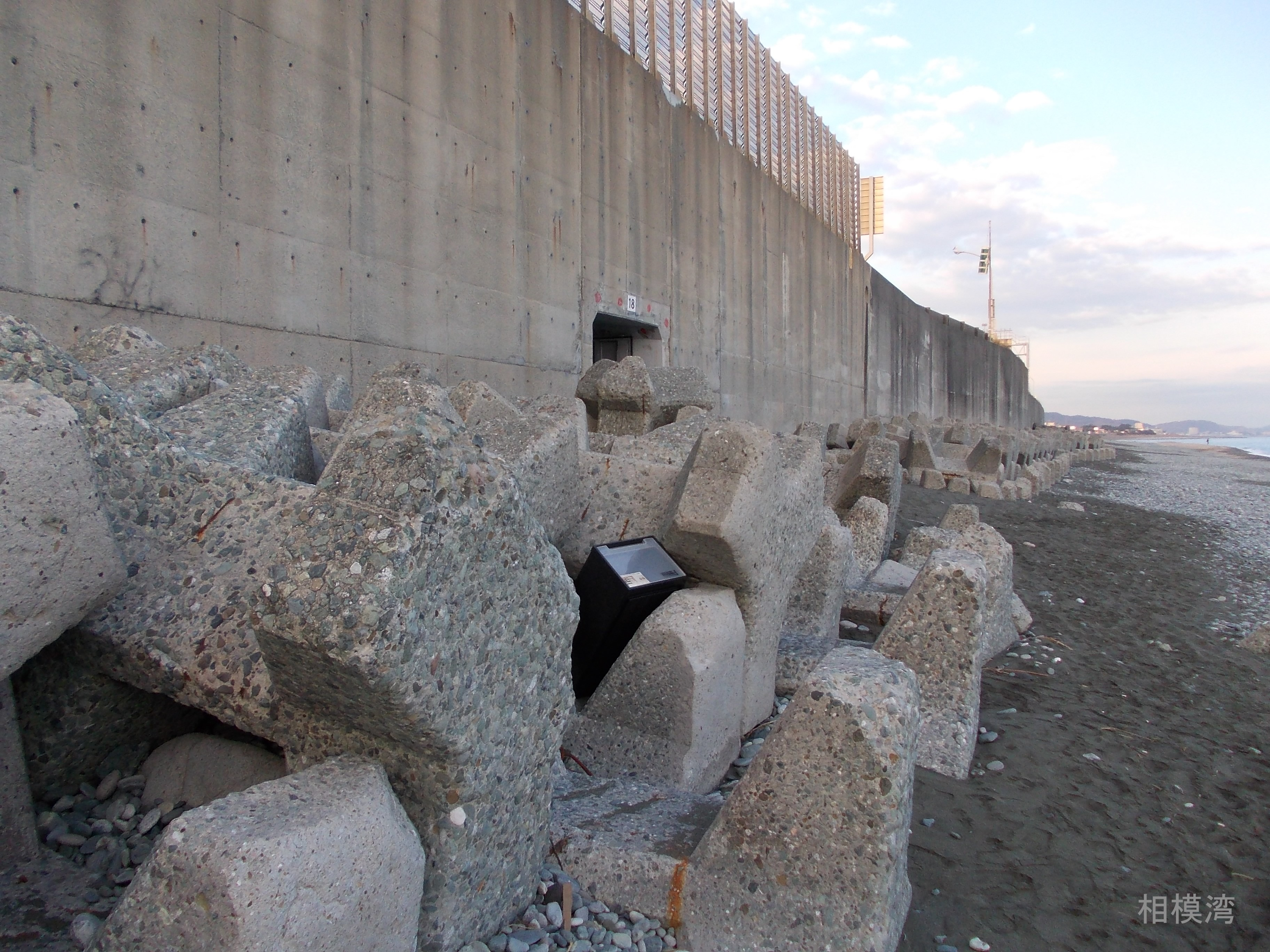
海岸に不法投棄されたプラスチックの衣装ケース（相模湾）

日本では廃棄物の処理及び清掃に関する法律（第16条　何人も、みだりに廃棄物を捨ててはならない）に違反して、同法に定めた処分場以外に廃棄物を投棄することをいう。
同法では不法投棄した者の責任ばかりではなく、適正な監督を怠った排出者（事業者）に対しても撤去などの措置命令が可能となっている。不法投棄に対する罰金刑の最高額は1億円である。また同法では、個人には、「個人では5年以下の懲役もしくは1,000万円以下の罰金又はその併科、法人には3億円以下の罰金」、またはその両方の刑に処する（廃棄物処理法 第25条 第1項第14号）と規定されている。
なお、既設の中間処理施設や最終処分場に許可要件を超えて搬入・保管している状態は「不適正保管」などと呼ばれ、不法投棄とは区別される。
日本では2007年度の不法投棄全体量の約78.8%が建設系廃棄物であった。

#### 対策

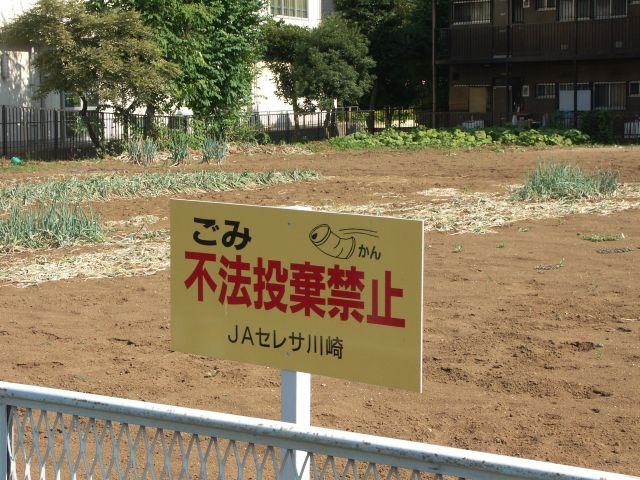
不法投棄禁止の看板

不法投棄防止対策として、注意喚起の看板や防犯カメラの設置、多発地帯への車両通行止めや立ち入り制限、道路の舗装や街灯の設置などの環境整備などが行われる。
産廃処理業者による産業廃棄物の不法投棄を防止するための取り組みとして「ECOエリート」などが挙げられる。
一方で、不法投棄を行った主体（個人・法人問わず）が不明である場合、実際に処分を行った行政側が費用を負担せねばならず、事実上行政側が泣き寝入りを強いられることも多い。

##### 法令等
各地で見られる不法投棄に対応するため、廃棄物処理法の改正が行われた。
1. 平成3年改正
  - 廃棄物処理体系の抜本的見直し（規制強化、特別管理廃棄物区分の制定）
2. 平成9年改正
  - 廃棄物処理管理票（マニフェスト制度）の適用範囲の拡大、産業廃棄物の投棄禁止違反等に対する罰則の強化、生活環境の保全上の支障の除去（不法投棄地の原状回復）
3. 平成12年改正
  - 廃棄物の適正処理のための規制強化（産業廃棄物管理票制度の見直しによる排出事業者責任の徹底、不適正処分に関する支障の除去等の措置命令の強化）
4. 平成15年改正
  - 不法投棄の未然防止等の措置の強化
    - 都道府県の調査権限の拡充
    - 不法投棄に係る罰則の強化
    - 国の責務の明確化
    - 廃棄物処理業の許可手続きの適正化
    - 事業者が一般廃棄物の処理を委託する場合の基準等の策定

加えて、平成15年に新法（特定産業廃棄物に起因する支障の除去等に関する特別措置法）が制定された。この法律の内容は以下の通り。
- 同法の施行前に産業廃棄物処理基準あるいは特別管理産業廃棄物処理基準に適合しない処分が行われた廃棄物を特定産業廃棄物と定めた。
- 平成9年の廃棄物処理法改正前に不法投棄された廃棄物について、都道府県等が行う対策費用に対して、国庫補助および地方債の起債特例などの特別措置による財政支援を行うことを制定。香川県豊島への対応でこの法律が適用されている。
- 2003年度から10年間の時限法である。

#### 大規模不法投棄事案
- 新河岸川産業廃棄物不法投棄事件 - 朝霞市上内間木・新河岸川河川敷（埼玉県）[8] - 1988年に判明。排出事業者・投棄行為者ともに不明のため公訴時効が成立し未解決事件となった。
- 豊島事件（産廃不法投棄）- 1990年に判明。当時は戦後最大の不法投棄事件と言われた。
- 青森・岩手県境不法投棄事案（青森県田子町・岩手県二戸市）[9][10] - 1999年に判明した三栄化学工業・縣南衛生による事件。日本国内最大規模の不法投棄事件と言われた[9]。産廃特措法適用。

#### 工事などへ影響を与えた事例
- 小倉山トンネル工事変更 - 2014年6月、相模原市緑区（神奈川県）にて圏央道の建設予定地であった谷に建設残土が大量に投棄されていたことが明らかになったため、橋梁を通す予定であった当初の計画を変更し、残土の下の旧地盤を貫くことになった[11]。

#### 土砂崩れなどを起こした事例
- 大岩山（京都市伏見区）- 2017年6月から11月にかけて、大量の建設残土が持ち込まれて投棄されていたことが明らかになった。2018年の平成30年7月豪雨（西日本豪雨）の際に崩れたことで明らかになったものだが、大岩山とその付近は残土投棄の規制対象外となっており、不法投棄の業者に狙い撃ちにされているとの指摘がある[12]。
- 大阪府豊能町 - 2014年2月25日に同町内の府道沿いに大量に投棄されていた建設残土が崩落し、道路や田畑を埋めた上、電柱をなぎ倒したことで周辺が一時停電となった[13]。
- 熱海市伊豆山土石流災害 - 山の斜面の盛土が豪雨で崩落し大規模な土石流を発生させたが、盛土には建設残土のほか産業廃棄物や廃自動車も投棄されていたことが判明した（詳細は熱海市伊豆山土石流災害#原因調査を参照）。

### ドイツ

#### 法令
ドイツでは循環経済法またはそれに付随する各政令で廃棄物処理の管理が行われており、不法投棄や不合理な処理はこれらの法令により処罰される。
- 行政法上は循環経済法違反となるほか、不法投棄された廃棄物の除去に汚染者が従わない場合には、監視当局により強制的な行政法上の一般的措置がとられる[14]。
- 民法上は意図的あるいは怠慢行為による一般的な責任を負う[14]。
- 刑法上では非合法的な有害廃棄物の取り扱いの処罰が行われる[14]。ドイツ刑法326条には人及び自然に対して危険を与える有害廃棄物の非合法的取り扱いに関して特別な規定があり、それによる人及び自然に対する悪影響が全く生じていない場合でも不法投棄があれば刑罰を科すことができる[14]。

なお、ドイツでは環境責任法が制定されているが、認可された処理施設の環境影響に関してのみ適用可能であり、通常の不法投棄された廃棄物の撤去・処理・処分には適用されず、廃棄物処理施設等の不適切な運営や不適切な廃業には同法が適用される。

#### 対応
行政はまず各州の州法をもとに汚染者に対して不法投棄された廃棄物の除去を命令する。廃棄物の除去に応じない場合には、行政自ら不法投棄された廃棄物の除去を行い、汚染者に対してその費用を含む過料金が請求される。これらの額は州の行政法によって異なるが、汚染者が自ら除去する場合よりも高い費用で徴収される仕組みになっていることが多い。
汚染者が判明しないか行方不明の場合、ドイツの行政法では不法投棄されている土地の所有者に管理者としての責任を問えないか各州のコマンド・アンド・コントロール法に基づき検討が行われる。土地の管理者が不法投棄に気づくことが出来ない状況だった場合、原状回復の費用は行政負担となり、家庭系廃棄物の不法投棄であれば撤去費用は住民のごみ料金に上乗せされる。

### イタリア
イタリアのナポリ北部では、1980年代からカモッラが廃棄物を正規の処理ルートよりも安価に買い取り、原野や井戸や湖に不法投棄する事案が発生しており「死の三角地帯」と呼ばれている。環境保護団体のレガンビエンテの調査では、1991年から2013年までにナポリ北部に埋設された産業廃棄物は約1,000万tにのぼる。不法投棄されたごみは定期的に焼却されており、農業用地下水の水質汚濁や健康被害が問題となっている。

## 国際問題
2019年1月、国連環境計画や世界経済フォーラムなどは共同で、世界の電子ゴミの年間排出量が4850万トンにのぼるという推計を発表した。ガーナの首都アクラには、不法投棄された電子ゴミが世界中から集まる「アグボグブロシー」と呼ばれる場所があり、「電子ゴミの墓場」とも言われている。アグボグブロシーでは貧困に苦しむ若者らが、そこから得られる金属を売って生活しているが、有害物質の影響で、若くして亡くなる者も多い。